# Női súlylökés a 2011. évi nyári európai ifjúsági olimpiai fesztiválon
A 2011. évi nyári európai ifjúsági olimpiai fesztiválon az atlétikai versenyszámokat Trabzonban rendezték. A női súlylökés selejtezőjét július 27.-én, a döntőjét pedig július 28.-án rendezték.

## Selejtező
| H  | Cs | Név                     | Nemzet             | 1     | 2     | 3     | E     | Mj   |
| -- | -- | ----------------------- | ------------------ | ----- | ----- | ----- | ----- | ---- |
| 1  | B  | Natalia Shirobokova     | Oroszország        | 11.85 | 14.01 | -     | 14.01 | Q    |
| 2  | A  | Charlene Okken          | Hollandia          | 11.85 | 12.89 | 13.76 | 13.76 | Q PB |
| 3  | A  | Monia Cantarella        | Olaszország        | 13.49 | -     | -     | 13.49 | Q    |
| 4  | B  | Tatsiana Volskaya       | Fehéroroszország   | 13.18 | X     | 12.84 | 13.18 | q    |
| 5  | B  | Kristina Jurigova       | Csehország         | X     | 12.31 | 13.17 | 13.17 | q    |
| 6  | A  | Kaisa Kymalainen        | Finnország         | 12.20 | X     | 13.05 | 13.05 | q PB |
| 7  | A  | Milena Draguljevic      | Szerbia            | X     | 11.65 | 12.90 | 12.90 | q    |
| 8  | B  | Danielle Opara          | Egyesült Királyság | 12.76 | 11.64 | 12.62 | 12.76 | q    |
| 9  | A  | Eleftheria Terzaki      | Görögország        | 12.74 | X     | 11.98 | 12.74 | q    |
| 10 | A  | Ieva Zarankaite         | Litvánia           | 12.17 | X     | 12.67 | 12.67 | q    |
| 11 | B  | Sarah Mesloh            | Németország        | X     | 12.28 | 12.48 | 12.48 | q    |
| 12 | A  | Melani Kraljic          | Horvátország       | 11.39 | 11.50 | 12.19 | 12.19 | q    |
| 13 | B  | Evelina Petunova        | Lettország         | 11.93 | X     | X     | 11.93 |      |
| 14 | B  | Hatice Bala Aslan       | Törökország        | X     | 11.55 | X     | 11.55 |      |
| 15 | A  | Renata Tsankova Petkova | Bulgária           | 11.17 | 11.38 | 11.26 | 11.38 |      |
| 16 | B  | Milica Vukadinovic      | Montenegró         | 10.63 | 10.77 | 11.26 | 11.26 |      |
| 17 | A  | Julia Kocarova          | Szlovákia          | 10.76 | 9.42  | 10.30 | 10.76 |      |
| -  | B  | Lisette Liivrand        | Észtország         | X     | X     | X     | -     | NM   |
| -  | B  | Banga Beatrix           | Magyarország       |       |       |       | -     | DNS  |

## Döntő
| H     | Név                 | Nemzet             | 1     | 2     | 3     | 4     | 5     | 6     | E     | Mj |
| ----- | ------------------- | ------------------ | ----- | ----- | ----- | ----- | ----- | ----- | ----- | -- |
| Arany | Natalia Shirobokova | Oroszország        | X     | 13.40 | 14.10 | 14.23 | X     | X     | 14.23 |    |
| Ezüst | Charlene Okken      | Hollandia          | 13.84 | 12.51 | X     | 12.50 | 11.90 | 12.55 | 13.84 | PB |
| Bronz | Monia Cantarella    | Olaszország        | X     | 13.59 | X     | X     | 13.67 | X     | 13.67 |    |
| 4     | Kaisa Kymalainen    | Finnország         | 12.37 | 12.57 | 13.41 | 13.24 | 13.57 | 13.43 | 13.57 | PB |
| 5     | Ieva Zarankaite     | Litvánia           | 11.87 | 12.57 | X     | 13.35 | X     | 12.49 | 13.35 |    |
| 6     | Sarah Mesloh        | Németország        | 12.36 | X     | 12.67 | 12.66 | 13.00 | 13.32 | 13.32 |    |
| 7     | Tatsiana Volskaya   | Fehéroroszország   | 12.67 | X     | 12.85 | 12.61 | 12.99 | X     | 12.99 |    |
| 8     | Milena Draguljevic  | Szerbia            | 12.74 | 12.73 | X     | X     | X     | 12.82 | 12.82 |    |
| 9     | Danielle Opara      | Egyesült Királyság | 11.58 | 11.61 | 12.46 |       |       |       | 12.46 |    |
| 10    | Melani Kraljic      | Horvátország       | 12.40 | X     | 12.35 |       |       |       | 12.40 |    |
| 11    | Kristina Jurigova   | Csehország         | 12.37 | X     | X     |       |       |       | 12.37 |    |
| 12    | Eleftheria Terzaki  | Görögország        | 12.35 | X     | 11.87 |       |       |       | 12.35 |    |